# Tập san Hội Quang học Hoa Kỳ
Journal of the Optical Society of America – JOSA (tạm dịch: Tập san Hội Quang học Hoa Kỳ) là một tập san khoa học chuyên về lĩnh vực quang học, xuất bản bởi Hội Quang học Hoa Kỳ. Nó được xuất bản lần đầu vào năm 1917, và đến năm 1984 thì được chia làm 2 ấn bản A và B.

## Journal of the Optical Society of America A(JOSA A)
JOSA A có nội dung bao hàm các đề quang học nói chung, thị giác, và khoa học hình ảnh. Chủ biên của tập san là Franco Gori (Đại học Roma Tre).

## Journal of the Optical Society of America B(JOSA B)
JOSA B bao hàm các nội dung liên quan đến vật lý quang học tỉ như ống dẫn sóng, phổ học la-de, quang học phi tuyến, quang học lượng tử, la-de, vật liệu hữu cơ và polyme dành cho quang học, và hiện tượng siêu nhanh. Chủ biên là Grover Swartzlander (Học viện Công nghệ Rochester).